# 職藝学院
職藝学院（しょくげいがくいん）は、富山県富山市にある私立の専修学校。

## 概要
実習教育を中心に、大工と庭師の育成を目的とする。このような教育機関は富山県内では珍しい。
敷地面積は17,530 m2。

## 設置学科
本科
- 建築職藝科（2年）
  - 建築大工コース
  - 家具大工コース
  - 建具大工コース
- 環境職藝科（2年）
  - 造園師コース
  - 園藝師コース

研究科　
- 建築職藝研究科（1年）
  - 建築専攻コース
  - 家具専攻コース
  - 建具専攻コース
- 環境職藝研究科（1年）
  - 造園専攻コース
  - 園藝専攻コース

## 沿革

### 前史
- 1992年（平成4年）4月28日 - 富山国際職藝学院設立準備委員会発足[3]。
- 1995年（平成7年）9月1日 - 起工式を挙行[4]。
- 1996年（平成8年）1月17日 - 富山県が富山国際職藝学院および学校法人富山国際職藝学園設立を認可[2]。

### 開校後
- 1996年（平成8年）4月1日 - 富山国際職藝学院を開校する[2]。
- 2002年（平成14年） - 入学者がピークの101人に達する[1]。
- 2006年（平成18年）4月 - 校名を職藝学院へ改める。
- 2023年（令和5年）度 - 生徒数減少の為、本科を2年制から1年制に縮小[1]。
- 2025年（令和7年）度（予定） - 生徒の募集を停止。3年後以内の募集再開を目指す[1]。

## 備考
当初は1995年（平成7年）4月の開校を目指していたが、資金難のため開校が1年延期となっていた。1994年（平成6年）7月に募金委員会を設けて募金活動が展開され、1994年末までに3億3,900万円の寄付が集まった。この他、大山町（当時）で1億6,100万円の補助金支出が議決されるなど、計6億3,800万円に上る財源に見通しが立った。

## 交通アクセス
- 富山駅から自動車で約30分[5]。
- 富山駅から富山国際大学行地鉄バスに乗車し、終点から約40分[5]。